# Мостець
Мостець (словен. Mostec) — поселення на лівому березі р. Сава в общині Брежиці, Споднєпосавський регіон, Словенія. Висота над рівнем моря: 143,2 м.